# Новембарски дани, Сремска Митровица
Новембарски дани је најважније културно догађање у Сремској Митровици у организацији градске управе.

## Одабир времена одржавања
У месецу новембру у Сремској Митровици у току њене дуге и бурне историје одиграо се низ догађаја од судбинског значаја за град. Због тога се у граду у току овог месеца организује низ културних, спортских, и других манифестација под називом „Новембарски дани“.
- Сремска Митровица ослобођена је у Другом светском рату 1. новембра 1944. године. Истог дана 1765. године град је добио статус слободног граничарског комунитета-магистрата.
- У Првом светском рату град је ослобођен 5. новембра 1918. године.
- Дан општине и градска слава обележавају се 8. новембра, када је велики хришћански празник Свети Димитрије, чије су име и дело снажно уткани у име, историју и свест житеља овог града.
- Након уласка града у ред слободних краљевских градова с потпуном аутономијом, 9. новембра 1881. године, почели су с деловањем Градско веће и Градски магистрат.

## Пропратни догађаји
Поводом дана ослобођења града у Првом светском рату, на гробницу умрлих интернираних српских војника на Православном гробљу полажу се венци, а у оквиру обележавања празника слободе у Другом светском рату венци се полажу на Споменик ослободиоцима код железничке станице.
Заслужним организацијама и заједницама, поводом годишњица ослобођења, додељује се Новембарска награда - највеће друштвено признање у општини.
Поводом Дана општине одржава се свечана седница Скупштине општине. На дан Светог Димитрија у Саборној цркви Светог Стефана одржава се Света архијерејска литургија. 